# 5725 Nördlingen
(5725) Nördlingen, denumire internațională (5725) Nordlingen, este un asteroid din centura principală de asteroizi.

## Descriere
5725 Nördlingen este un asteroid din centura principală de asteroizi. A fost descoperit pe 23 ianuarie 1988 la Observatorul Palomar de Carolyn S. Shoemaker și Eugene M. Shoemaker. Asteroidul prezintă o orbită caracterizată de o semiaxă mare de 2,68 ua, o excentricitate de 0,06 și o înclinație de 22,5° în raport cu ecliptica.